# Сельское поселение Новые Сосны
Сельское поселение Новые Сосны — упразднённое муниципальное образование в Клявлинском районе Самарской области.
Административный центр — село Новые Сосны.

## История
Законом Самарской области от 30 апреля 2015 года № 38-ГД, сельские поселения станция Клявлино, Новые Сосны и Старые Сосны преобразованы, путём их объединения, в сельское поселение станция Клявлино с административным центром на железнодорожной станции Клявлино.

## Административное устройство
В состав сельского поселения Новые Сосны входили:
- посёлок Горелый Колок,
- село Новый Маклауш,
- село Новые Сосны,
- деревня Черемушки.